# RIP (grup musical)
RIP va ser un grup de rock radical basc format a Arrasate al començament dels anys 1980. Provinents d'un grup anterior, Doble Cero, començaren a reunir-se i crear el concepte de RIP, una de les primeres bandes de punk que van existir a la península Ibèrica. Són considerats un dels grups més influents del punk i hardcore punk europeu, amb cançons tan populars com «Revolución», «Anti-militar», «Mundo muerto», «Condenado», «Enamorado de la muerte» i «Terrorismo policial».

## Història
La banda va néixer el 1980 amb el nom original de Doble Cero, fundada pels germans Jul i «Txerra» Bolinaga, juntament amb Portu, qui a més de baixista era el cantant. El 1981 s'hi va unir Mallabi com a cantant, i amb aquesta formació van estar dos anys realitzant diversos concerts. El 1983, Mallabi, que es trobava realitzant el servei militar obligatori, va ser temporalment reemplaçat pel mànager del grup, Karlos «Mahoma» Agirreurreta, qui després d'una baralla amb Mallabi quan aquest va tornar, es va convertir en el cantant definitiu de la banda ja consolidats com a tal: Jul, Txerra, Portu i Mahoma.
D'ençà 1983, el grup va produir de forma independent diversos cassets amb els seus recitals gravats en directe, fins que el 1984 el segell Spansuls Records publicà Zona Especial Norte, el primer EP i llançament oficial de RIP, un treball compartit amb el grup Eskorbuto.
El 1985, RIP va participar com a cap de cartell al festival Euskal Rock, al Palau d'Esports de Barcelona el 29 de novembre, juntament amb Cicatriz, La Polla Records, Kortatu i Hertzainak.
El 1987 va publicar el seu únic àlbum, No te muevas!, amb el segell Basati Diskak. Poc després, es van separar per diferències internes el 1988, tot i reunir-se ocasionalment com el 1991 en un festival de música organitzat per Arrasate Press.
Finalment, al setembre de 1994, van fer un concert de reunió, el qual va ser editat en CD l'any següent amb el títol HIESari aurre egiten!!! Zuzenean, amb gairebé totes les seves cançons i versions d'altres grups.
El febrer de 1997, va morir el baixista del grup, Portu, de forma inesperada. Va ser substituït pel seu germà Xabi, que es va encarregar de tocar en els concerts fins a la separació definitiva de la banda. Posteriorment, va formar part del grup Gatillazo.
Més tard, RIP va participar en el disc de tribut a Eskorbuto, Tren con destino al infierno, l'any 2000, versionant la cançó Ha llegado el momento. El 2001 van gravar la cançó «Me cago en la política» per al recopilatori Gaztetxeak Martxan!, en commemoració del tretzè aniversari del Gasteizko Gaztetxea. El 2002, els germans Jul i Txerra van formar amb Evaristo Páramos i Jon Zubiaga el grup The Kagas, amb el qual publicaren un únic disc titulat Nuevos héroes del rock.
El 2004, es va crear la banda The Meas amb els mateixos components i, igual que la seva predecessora, només va publicar un àlbum, Buscándose la vida. El 2003, Karlos i Txerra van participar en el documental Música en las venas. L'octubre del mateix any, Karlos «Mahoma» va morir als 44 anys, i amb ell va acabar la història del grup.
El 15 de novembre de 2014, va morir «Jul» Bolinaga (exguitarrista de la banda), durant un concert amb el grup The Potes al gaztetxe de Bergara.

## Membres

### 1984-1997: formació clàssica
- Karlos «Mahoma» Agirreurreta - veu (mort el 2003)
- «Jul» Bolinaga - guitarra (mort el 2014)
- Eduardo «Portu» Mancebo - baix (mort el 1997)
- «Txerra» Bolinaga - bateria

### Altres membres
- Juan Luis Mallabi - veu
- Xabi Mancebo - baix (1997-2003)

## Discografia

### Àlbums
- Zona Especial Norte (Spansuls Records, 1984, EP compartit amb Eskorbuto)
- No te muevas! (Basati Diskak, 1987)

### En directe
- En directo 83-84 (1985)
- HIESari aurre egiten!! Zuzenean (Lepoan hartu ta Segi Aurrera!!!/Esan Ozenki, 1995)
- Punkaren 25 Urteko Historia Bizia (Goiena-Hotsak, 2006)

### Participació en recopilatoris
- Welcome to 1984 (Maximum Rocknroll 1983)
- Spanish HC (BCT Tapes, 1984)
- Tren con destino al Infierno Volumen 1 (Martian Records, 2000)